# Conosia insularis
Conosia insularis är en tvåvingeart som beskrevs av Alexander 1942. Conosia insularis ingår i släktet Conosia och familjen småharkrankar. Inga underarter finns listade i Catalogue of Life.